# Höhlenburg Predjama
Die Höhlenburg Predjama (Predjamski Grad, auch Höhlenburg Luegg) befindet sich bei dem Dorf Predjama (Luegg), neun Kilometer von Postojna (Adelsberg) in Slowenien. Die Burg befindet sich in einem Höhlenportal, genannt Erazmova Jama (Erasmushöhle).

## Lage
Am Ende des Tales, in dem der Bach Lokva unter einer 123 Meter hohen Felswand versickert, wurde die Burg in einer auf halber Höhe der Felswand befindlichen großen Höhle errichtet.

## Geschichte

### Altsteinzeit
Archäologische Ausgrabungen in den 1950er Jahren erbrachten den Nachweis, dass diese Höhle zur Altsteinzeit bewohnt war.

### Bau der Burg im 12. Jahrhundert
Im 12. Jahrhundert wurde in die unzugängliche Felswand eine Burg gebaut. Der Wohntrakt der alten Burg lag an der Stelle der jetzigen Anlage. Als Versteck diente das Loch (Luknja), das nur über einen Felsgrat an einem 60 Meter tiefen Abgrund erreichbar ist und von dem ein Geheimgang nach 38 Meter auf dem Berggipfel endete.
Die Anlage war im Besitz der Patriarchen von Aquileia und der Habsburger.

### Erasmus von Luegg (15. Jahrhundert)

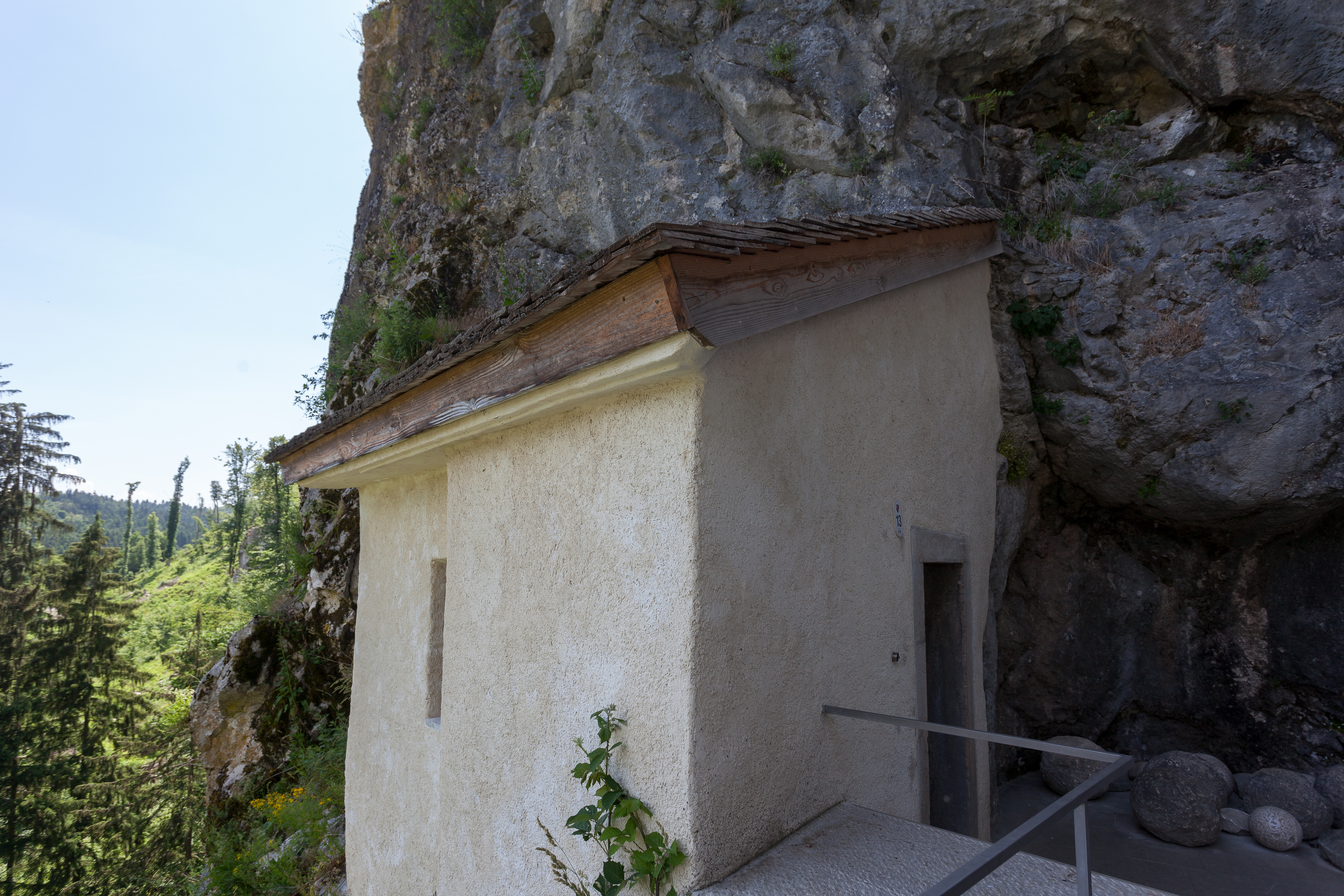
Abort, in dem Erasmus von Luegg angeblich erschlagen wurde

Bekanntester Burgherr war der Raubritter Erasmus von Lueg[g]. Während der Kämpfe zwischen Kaiser Friedrich III. und dem ungarischen König Matthias Corvinus diente er dem Ungarn. Nach der Hinrichtung seines Freundes Andreas Baumkircher auf Geheiß des Kaisers tötete Erasmus im Streit einen kaiserlichen Verwandten und flüchtete vor der Todesstrafe auf die Burg Predjama.
Wegen mehrfacher Überfälle auf Kaufleute sollte Luegg durch den Hauptmann von Triest, Freiherr Niklas von Rauber, festgenommen werden. Die Belagerung von Predjama dauerte mehr als ein Jahr und war erfolglos. Der Belagerte trieb seinen Spott mit den Soldaten und bewarf sie mit gebratenem Ochsenfleisch und frischen Kirschen. Über das geheime Höhlensystem in der Grotte soll sich Luegg zur Verwunderung seiner Belagerer versorgt haben. 1484 gelang es den Belagerern unter Mithilfe eines verräterischen Dieners, Erasmus von Luegg zu töten: Während eines Gangs zum Abort wurde er mit Steinkugelgeschossen erschlagen. Es soll sich hierbei jedoch um eine Legende handeln, die für die Touristen aufrechterhalten wird.

### Neubau der Burg 1570
Die neue Burg mit ihrer heutigen drei- bis viergeschossigen Gestalt stammt aus dem Jahr 1570. Der Bau wurde durch Johann Cobenzl Freiherr von Prossegg zu Lueg veranlasst. Weitere Burgherren waren ab 1810 Graf Michael Coronini von Cronberg und 1846 ein Fürst Windisch-Graetz.

## Museum und Schauhöhle

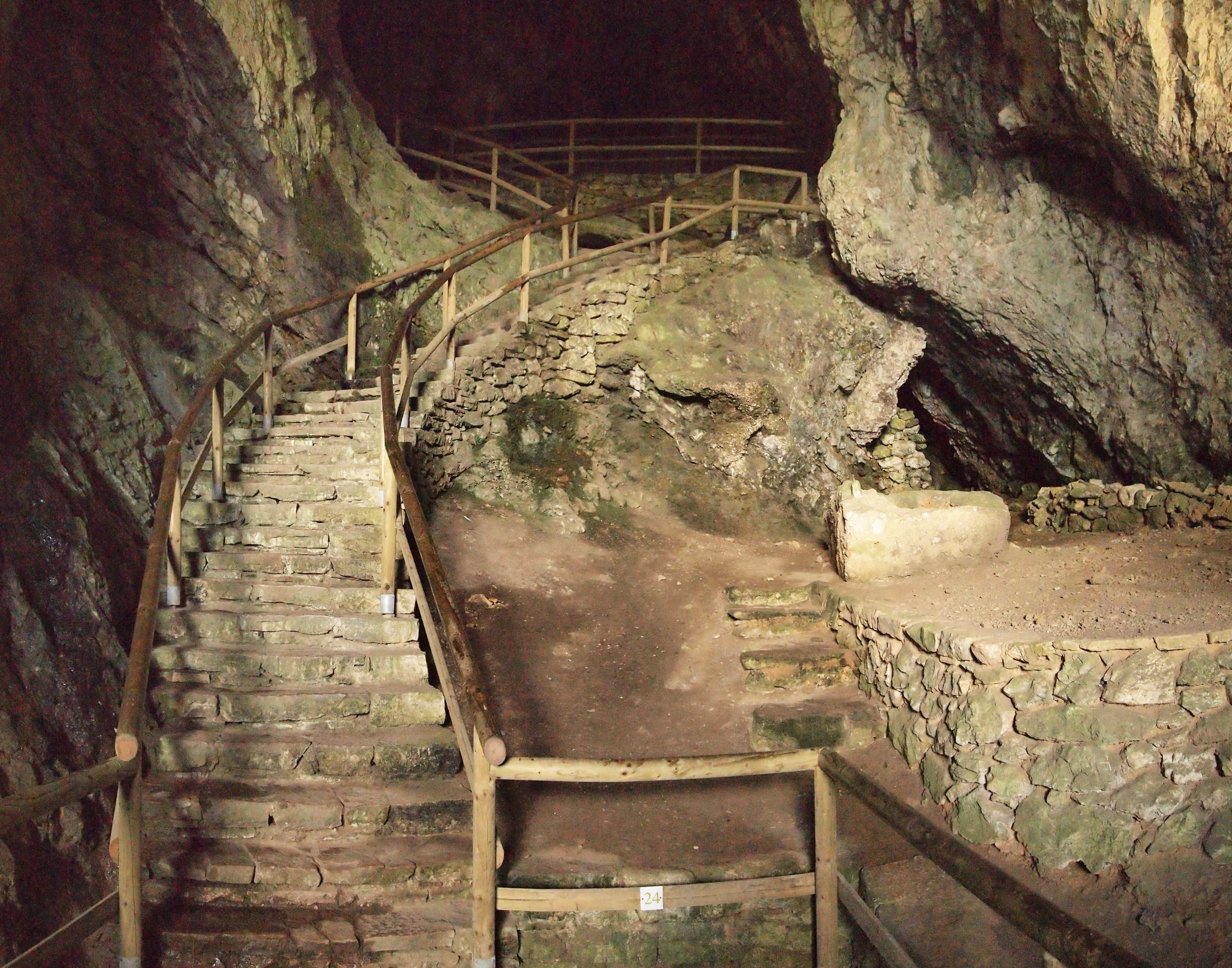
Höhlenportal hinter der Höhlenburg

In der Burg und in Teilen der Höhle befindet sich ein Museum. Ausgestellt werden Waffen, Haushaltsgegenstände, Bilder und Werkzeuge. Seit einigen Jahren ist es auch möglich, die Höhle selbst zu besichtigen.
Nach einem Einbruchdiebstahl wurde der Geheimgang am Anfang des 17. Jahrhunderts vermauert und erst nach dem Zweiten Weltkrieg von Höhlenforschern geöffnet, befahren und wieder verschlossen. Seit etwa 2000 ist der Gang wieder freigelegt.
Die Erasmushöhle ist das dritte Stockwerk eines vierstöckigen Höhlensystems: Das unterste Stockwerk wird vom Bach Lokva durchflossen, enthält Siphons und ist nur mit Spezialausrüstung durch Höhlenforscher befahrbar. Bei der geführten Höhlentour betritt man, ausgestattet mit Taschenlampen, das zweite Stockwerk direkt unterhalb der Burg. Durch einen großräumigen Höhlengang, der früher als Pferdestall benutzt wurde und mit elektrischem Licht ausgestattet war, gelangt man in ein sparsam erschlossenes Höhlensystem. Über Metalltreppen steigt man bis in den dritten Stock hinauf und verlässt die Höhle oberhalb der Burg wieder.

## Film
- Wilde Schlösser – Predjama. Dokumentarfilm, Deutschland, 2017, 42:54 Min., Buch und Regie: Michael R. Gärtner, Produktion: taglicht media, arte, ZDF, Reihe: Wilde Schlösser, Erstsendung: 2. November 2017 bei arte, Inhaltsangabe von ARD.

## Sonstiges
Die Höhlenburg Lueg war Drehort des deutsch-jugoslawischen Vampirfilms Der Fluch der grünen Augen und des Jackie-Chan-Films Der rechte Arm der Götter sowie der Netflix Adaption von The Witcher. Außerdem diente sie einer Karte in dem Computerspiel Counter-Strike: Global Offensive als Vorlage.